# A brit zászlók képtára
Ez az Egyesült Királyságban és kapcsolódó területein használatos zászlók képtára.

## Nemzeti zászlók
| Zászló | Dátum      | Használat                                                                                | Leírás |
| ------ | ---------- | ---------------------------------------------------------------------------------------- | --- |
|        | 1900 körül | A Union Flag, népszerű nevén a Union Jack, az Egyesült Királyság zászlajaként használják | Anglia, Skócia és Írország Szent Patrick zászlajának egymásra vetítése |
|        | 1300 körül | Anglia zászlaja, Szent György Kereszt néven is ismert                                    | Fehér mezőn vörös kereszt |
|        | 900 körül  | Skócia zászlaja, Szent András Kereszt illetve Saltire néven is ismert                    | A skót zászlóban szerepel egy fehér andráskereszt (lat. Crux decussata = X alakú kereszt), amely Skócia védőszentjének, a mártír Szent Andrásnak a keresztjét jelképezi, kék mezőben |
|        | 1924–1972  | Észak-Írország zászlaja, más nevén az Ulster Banner                                      | Vörös kereszt fehér mezőn, rajta a hat megyét jelképező csillag a korona felségjelét viseli, és Ulster vörös kézfeje díszíti azt.                                                    |
|        | 1959       | Wales zászlaja, más nevén a Vörös Sárkány vagy Y Ddraig Goch                             | Vörös sárkány, fehér-zöld mezőben. |

## Felségjelek
| Zászló | Dátum | Használat | Leírás                                                                                                 |
| ------ | ----- | --- | --- |
|        |       | Kék felségjelzés, néhány az Egyesült Királysággal kapcsolatba hozható szervezet és terület használja.                       | Kék mező, a Union Flaggel a felsőszögben.                                                              |
|        |       | Vörös felségjelzés, a Kereskedelmi Flotta használja.                                                                        | Vörös mező, a Union Flaggel a felsőszögben.                                                            |
|        |       | Fehér felségjelzés, az őfelsége hajója előtagot (HMS, His Majesty's Ship) viselő hajók és a Royal Yacht Squadron használja. | Fehér mezőn vörös kereszt a Union Flaggel a felsőszögben.                                              |
|        |       | Polgári Légiforgalmi zászló polgári repülők használják.                                                                     | Egy kék-fehér kereszt világoskék mezőn, a Union Flaggel a felsőszögben.                                |
|        |       | RAF zászló, a királyi légierő használja.                                                                                    | RAF világoskék mező a Királyi Légierő felségjelével a lebegő részen és a Union Flaggel a felsőszögben. |

## A királyi család zászlói

### Az uralkodó
| Zászló | Dátum  | Használat                                                                            | Leírás                                                                       |
| ------ | ------ | ------------------------------------------------------------------------------------ | ---------------------------------------------------------------------------- |
|        | 1837   | A Királyi lobogó, ahogy azt Angliában, Walesben és Észak-Írországban használják.     | Az uralkodó címerét (az Egyesült Királyság Királyi Címerét) ábrázoló banner. |
|        | c.1930 | A Királyi lobogó Skóciában használt változata.                                       | Az uralkodó címerének (a Skót Királyi Címernek) bannere.                     |
|        | 1952   | II. Erzsébet királynő személyes zászlaja, melyet a Nemzetközösség Fejeként használt. | Egy megkoronázott arany „E” betű, rózsafüzérrel övezve kék háttéren.         |
|        | 1323   | Skócia Királyi lobogója.                                                             |                                                                              |

### A Walesi herceg lobogója
| Zászló | Dátum  | Használat                                                         | Leírás                             |
| ------ | ------ | ----------------------------------------------------------------- | ---------------------------------- |
|        |        | Wales hercegének Angliában és Észak-Írországban használt lobogója |                                    |
|        |        | Cornwall hercege lobogója                                         | 15 arany kör fekete mezőben        |
|        |        | Rothesay hercegének lobogója                                      |                                    |
|        | 1962 – | A Walesi herceg lobogója Walesben                                 | Wales hercegség címerének bannerja |

### A királyi család többi tagjának lobogói
| Zászló | Dátum | Használója                                                  | Leírás |
| ------ | ----- | ----------------------------------------------------------- | ------ |
|        |       |                                                             |        |
|        |       |                                                             |        |
|        |       |                                                             |        |
|        | 1978  | András, York hercege                                        |        |
|        |       |                                                             |        |
|        |       | Anna, a királyi hercegnő                                    |        |
|        |       | Richárd, Gloucester hercege                                 |        |
|        |       | Eduárd, Kent hercege                                        |        |
|        |       | Kenti Mihály herceg                                         |        |
|        |       | Alexandra brit királyi hercegnő, The Honourable Lady Ogilvy |        |

### Mások
| Zászló | Dátum | Használója                                                                                          | Leírás                                |
| ------ | ----- | --------------------------------------------------------------------------------------------------- | ------------------------------------- |
|        |       | A Lord-Lieutenant-ok, a király képviselői az Egyesült Királyság országaiban, által használt zászlók | A Union Flag, rajta kard megkoronázva |
|        |       | Lancaster Hercegség                                                                                 |                                       |
|        |       | Lord Warden of the Cinque Ports                                                                     |                                       |

## Katonai zászlók és Nyugalmazott tengerészeti lobogók
| Zászló | Dátum | Használata                                         | Leírás                                                                |
| ------ | ----- | -------------------------------------------------- | --------------------------------------------------------------------- |
|        |       | A Brit Királyi Haditengerészet lobogója            | A fehér felségjel                                                     |
|        |       | A brit hadsereg nem-ceremoniális zászlaja          | Vörös mezőn a brit hadsereg jelvénye                                  |
|        | 1921  | A Brit Királyi Légierő lobogója                    | Világoskék felségjel, rajta Királyi légierő felségjele                |
|        |       | Egyesített szolgálati zászló (Joint Service Flag)  | Sötétkék, vörös, világoskék trikolór rajta a Joint Service jelvénnyel |
|        |       | A Royal Fleet Auxiliary zászlaja                   | Kék felségjel rajta sárga vasmacska                                   |
|        |       | A Királyi Brit Légió zászlaja                      |                                                                       |
|        |       | A Lord High Admiral of the United Kingdom zászlaja |                                                                       |

## Kormány
| Zászló | Dátum | Használat                                                                          | Leírás                                                                   |
| ------ | ----- | ---------------------------------------------------------------------------------- | ------------------------------------------------------------------------ |
|        |       | Vámügy (His Majesty's Customs and Excise)                                          | Kék felségjel, rajta a Vámügy jelvénye                                   |
|        |       | Őfelsége Parti Őrsége zászlaja                                                     | Kék felségjel rajta Őfelsége Parti Őrségének jelvénye                    |
|        |       | A Scottish Fisheries Protection Agency (Skót Halászati Területeket Védő Ügynökség) | Kék felségjel rajta a Scottish Fisheries Protection Agency jelvénye      |
|        |       | Az Északi Fények helytartójának zászlaja (Commissioners of the Northern Lights)    | Kék felségjel rajta egy világítótorony                                   |
|        |       | A londoni rendőrség zászlaja (Metropolitan Police)                                 | A Metropolitan Police jelvénye kék háttéren, a széeln fehér négyzetekkel |

## Egyház
| Zászló | Dátum | Használat                       | Leírás                                   |
| ------ | ----- | ------------------------------- | ---------------------------------------- |
|        |       | A Skót Egyház zászlaja          | Skócia zászlaja középen egy égő bokorral |
|        |       | A Westminsteri apátság zászlaja |                                          |
|        |       | Az egyház zászlaja Walesben     |                                          |
|        | 1878  | Az Üdvhadsereg lobogója         |                                          |

## Diplomáciai zászlók
| Zászló | Dátum | Használat                           | Leírás |
| ------ | ----- | ----------------------------------- | ------ |
|        |       | A Brit követségeken használt zászló |        |
|        |       | A konzulátusokon használt zászló    |        |

## Csatorna-szigetek (Brit koronafüggőség)
| Zászló | Dátum | Használat         | Leírás                                                      |
| ------ | ----- | ----------------- | ----------------------------------------------------------- |
|        |       | Alderney zászlaja |                                                             |
|        | 1985  | Guernsey zászlaja |                                                             |
|        |       | Herm zászlaja     | Vörös kereszt fehér mezőn a sziget címerével a felsőszögben |
|        |       | Jersey zászlaja   |                                                             |
|        |       | Sark zászlaja     |                                                             |

## Man sziget (Brit koronafüggőség)
| Zászló | Dátum | Használat           | Leírás |
| ------ | ----- | ------------------- | ------ |
|        | 1226  | Man sziget zászlaja |        |

## Tengerentúli területek
| Zászló | Dátum  | Használat                                                  | Leírás |
| ------ | ------ | ---------------------------------------------------------- | --- |
|        |        | Akrotiri és Dekélián és Ascension-szigeten használt zászló | A Union Flaget használják, hiszen nincs területi zászló |
|        |        | Anguilla zászlaja                                          | Kék felségjelen Anguilla címere |
|        |        | Bermuda zászlaja                                           | Vörös felségjelen Bermuda címere |
|        | 1963 – | A Brit Antarktiszi Terület zászlaja                        | Fehér felségjel rajta a Brit Antarktiszi Terület címere |
|        | 1990   | A Brit Indiai-óceáni terület zászlaja                      | |
|        |        | A Brit Virgin-szigetek zászlaja                            | Kék felségjel a Brit Virgin-szigetek címerével |
|        |        | Kajmán-szigetek zászlaja                                   | Kék felségjel a Kajmán-szigetek címerével |
|        |        | Falkland-szigetek zászlaja                                 | Kék felségjel a Falkland-szigetek címerével |
|        |        | Gibraltár zászlaja                                         | Két vízszintes fehér sáv (fönt, dupla szélességű) és egy piros, rajta háromtornyú vörös kastély a fehér sáv közepén; a kastély kapujáról egy arany kulcs lóg a vörös sáv közepébe |
|        |        | Montserrat zászlaja                                        | Kék felségjel rajta Montserrat címere |
|        |        | A Pitcairn-szigetek zászlaja                               | Kék felségjel, rajta a Pitcairn-szigetek címere |
|        |        | Szent Ilona                                                | Kék felségjel rajta Szent Ilona címerével |
|        | 1985 – | Déli-Georgia és Déli-Sandwich-szigetek zászlaja            | Kék felségjelen a szigetek címere |
|        |        | Tristan da Cunha zászlaja (Szent Ilona függő területe)     | Kék felségjelen Tristan da Cunha címere |
|        |        | Turks és Caicos-szigetek zászlaja                          | Kék felségjelen a Turks és Caicos-szigetek címere |

## Regionális
| Zászló | Dátum | Használat                               | Leírás                                                  |
| ------ | ----- | --------------------------------------- | ------------------------------------------------------- |
|        |       | Bedfordshire                            |                                                         |
|        |       | Szent Piran zászlaja, Cornwall zászlaja | Fehér kereszt fekete mezőn                              |
|        |       | Devon, Szent Petrock zászlaja           | Fehér kereszt fekete szegéllyel zöld mezőn              |
|        |       | Durham                                  |                                                         |
|        |       | Kelet-Anglia                            |                                                         |
|        |       | Essex                                   |                                                         |
|        |       | Hampshire                               |                                                         |
|        |       | Kent                                    |                                                         |
|        | 2005- | Lincolnshire                            |                                                         |
|        |       | City of London                          | Vörös kereszt fehér mezőn, vörös karddal a felsőszögben |
|        |       | Mercia                                  |                                                         |
|        |       | Northumberland                          | Nyolc sárga téglalap vörös mezőn                        |
|        |       | Orkney                                  |                                                         |
|        |       | Oxfordshire                             |                                                         |
|        |       | Shetland                                |                                                         |
|        |       | Somerset                                |                                                         |
|        |       | Staffordshire                           |                                                         |
|        |       | Wessex                                  |                                                         |
|        |       | Wight-sziget                            |                                                         |
|        |       | Yorkshire                               | A Fehér rózsa sötétkék mezőn                            |

## Egyéb
| Zászló | Dátum  | Használat                                                                            | Leírás                                                                                                   |
| ------ | ------ | ------------------------------------------------------------------------------------ | --- |
|        |        | A Royal National Lifeboat Institution (Királyi Nemzeti Mentőcsónak Intézet) zászlaja | Kék szegélyű vörös kereszt fehér mezőn, az RNLI betűk minden negyedben; és rajta a megkoronázott horgony |
|        | 2002 – | Nemzetközösségi játékok szövetsége (Commonwealth Games Federation)                   | |
|        |        | Szent Dávid zászlaja                                                                 | Arany kereszt fekete mezőn                                                                               |

## Történelmi zászlók

### Nemzeti és tengeri zászlók
| Zászló | Dátum      | Használat                                                     | Leírás                                                                  |
| ------ | ---------- | ------------------------------------------------------------- | ----------------------------------------------------------------------- |
|        | 1707–1801  | Nagy-Britanniai Királyság zászlaja                            | A Union Flag első változata, Anglia és Skócia zászlaja egymásra vetítve |
|        | 1600 körül | Angol kék felségjelzés                                        | Kék felségjelzés Anglia zászlajával                                     |
|        |            | Skót Vörös Felségjelzés, a Királyi Skót Tengerészet használta | Vörös felségjelzés Skócia zászlajával a felsőszögben                    |
|        | 1707–1801  | Nagy-Britannia kék felségjelzése                              | A Kék Felségjelzés a Union Flag első változatával                       |
|        | 1707–1801  | Nagy-Britannia vörös felségjelzése                            | A Vörös Felségjelzés a Union Flag első változatával                     |
|        | 1649–1658  | Az Angol Nemzetközösség zászlaja                              |                                                                         |
|        | 1658–1660  | Az Angol Nemzetközösség zászlaja                              |                                                                         |

### Királyi standardok
| Zászló | Dátum     | Használat                                             | Leírás |
| ------ | --------- | ----------------------------------------------------- | ------ |
|        | 1406–1603 | Anglia királyi lobogója, először IV. Henrik használta |        |
|        | 1814–1837 | A Hanover-dinasztia lobogója 1814–1837                |        |
|        | 1936–2002 | Erzsébet királyné VI. György hitvesének lobogója      |        |
|        | 1911–1953 | Mária királyné, V. György hitvesének lobogója         |        |
|        | 1901–1928 | Alexandra királyné, VII. Eduárd hitvesének lobogója   |        |
|        |           | Alice Albany hercegnőjének lobogója                   |        |

### Egyéb
| Zászló | Dátum     | Használat                               | Leírás                                                          |
| ------ | --------- | --------------------------------------- | --------------------------------------------------------------- |
|        | 1600–1858 | A Brit Kelet-indiai Társaság zászlaja   | 4 fehér és 5 vörös sáv a Szent György kereszttel a felsőszögben |
|        |           | Írország Lord Lieutenant-jének zászlaja | A Union Flag rajta Írország címere                              |

## Lásd még
- A walesi zászlók képtára